# نازحو الجولان
نازحو الجولان أوالنازحون مواطنون سوريّون هجروا من بلداتهم ومناطقهم في الجولان عقب الاحتلال الإسرائيلي، بلغ تعداد النازحين السوريين من الجولان 140 ألفاً من أصل 153 ألف مواطن إجمالي تعداد سكان محافظة القنيطرة قبيل النكسة ، التجؤوا معظمهم إلى محيط العاصمة السوريّة دمشق وإلى محافظة درعا المجاورة وأقاموا في مراكز إيواء مؤقتة، بلغ تعداد نازحي الجولان العام 2013 حوالي نصف مليون نازح.